# Museu de Ciências da Terra
O Museu de Ciências da Terra é um museu de geologia e paleontologia localizado no número 404 da avenida Pasteur, no bairro da Urca, na cidade do Rio de Janeiro, no estado do Rio de Janeiro, no Brasil. Conta com mais de 100 mil itens expostos, sendo, aproximadamente, 7 mil fragmentos de minerais tanto nacionais quanto estrangeiros e 12 mil meteoritos, rochas, documentações e fósseis. 
Já o acervo literário conta com mais de 100 mil títulos relacionados a geociências. Alguns deles podem ser encontrados na Biblioteca Infantil do local. O Museu está sob a coordenação geral da museóloga Célia Maria Corsino e tem como coordenador chefe dos acervos o Dr Diogenes de Almeida Campos.
A gestão administrativa e operacional do Museu de Ciências da Terra é de responsabilidade do Serviço Geológico do Brasil - CPRM, empresa pública federal do Ministério de Minas e Energia.
Apelidado de MCTer ou Palácio da Geologia, o espaço apresenta materiais e estudos realizados desde 1907 no Brasil dos mais diferentes profissionais que já passaram pelo local de Serviço Geológico e Mineralógico (antigo DNPM e atual Companhia de Pesquisa de Recursos Minerais). Constituindo, portanto, uma das coleções geológicas mais vastas na América Latina.

## História
O seu edifício, totalmente construído no modelo neoclássico tardio, foi erguido e inaugurado para abrigar o Pavilhão dos Estados para a Exposição Nacional Comemorativa do 1º Centenário da Abertura dos Portos do Brasil, que ocorreu em 1908.
No ano seguinte (1909), o Serviço Geológico foi ali instalado, em conjunto com outros órgãos do Ministério da Agricultura.
Hoje, o local é tombado (por uma medida vinda da prefeitura do Rio de Janeiro).

## Espólio
A instituição é detentora de um vasto acervo — entre coleções de minerais, rochas, fósseis e meteoritos — fruto do trabalho de vários cientistas e pesquisadores passaram pelo Serviço Geológico, que, extinto em 1934, foi sucedido pelo Departamento Nacional de Produção Mineral.
A sua principal atração atualmente são os fósseis de dinossauros brasileiros.